# 미국 주도 연합군의 이라크 개입 (2014년~2021년)
미국 주도 연합군의 이라크 개입은 2014년 6월 15일 이슬람 국가가 이라크 일대에서 대규모 공세를 펼친 이후 이에 대응해 미국 대통령 버락 오바마가 미군에게 이라크로 파병할 것을 명령한 이후 시작되었다. 이라크 정부는 이를 환영하였고, 미군은 이라크 보안군과 접촉하여 ISIL의 공세에 맞서 싸우기 시작했다.
2014년 8월 초, ISIL은 북부 이라크에서 공세를 감행해 3개의 마을을 점령했고 쿠르드 자치구와 가까운 지역을 확보했다. 지속적으로 미국은 8월 5일부터 이라크
내 쿠르드족에게도 식량, 식수, 의약품을 제공하였고 신자르 산맥으로 도망친 피난민들을 원조했다. 다음 날인 8월 8일 미국은 공습을 시작했다.
미국과 동맹을 맺은 9개의 국가가 이라크 내에 있는 ISIL의 목표물에 대해 공습을 수행했고, 쿠르드 또는 이라크 정부의 지상 공격과 발맞추기도 했다. ISIL 전투원들과 간헐적인 분쟁도 있었고 이라크 및 쿠르드군에서 활동하는 미군과 캐나다군은 자문관 역할을 맡기도 했다. 2015년 4월, ISIL은 이라크에서 2014년 12월에서 얻은 최대 영토의 20%에서 25%를 잃었고, 이라크에서 15,000제곱미터의 땅을 정부군에 넘겨주어야 했다.

## 같이 보기
- 이라크
- 시리아 내전의 주변국 확산
- 샤말 작전
- 셰이더 작전
- 오크라 작전
- 임팩트 작전
- 이란의 이라크 내전 개입
- 이라크 내란 (2011년~2013년)
- 이라크 전쟁